# Carmen Suleiman
Pour les articles homonymes, voir Suleiman.
Carmen Essam Soliman (arabe: كارمن عصام سليمان; née le 7 octobre 1994 à Zagazig, Sharkia, Egypte), mieux connue sous son nom de scène Carmen Suliman (arabe: كارمن سليمان), est une chanteuse égyptienne. Carmen Suleiman a remporté la première saison d'Arab Idol en 2012 diffusée en direct sur MBC, remportant un contrat d'enregistrement avec Platinum Records. Après des séries exténuantes[non neutre] d'éliminations télévisées et des évaluations critiques par les juges de célébrités Ragheb Alama, Nancy Ajram, Ahlam et le producteur de musique égyptien Hassan El Shafei, Carmen Soliman a prévalu contre tous les autres candidats pour devenir le premier gagnant de la série à succès le 24 mars 2012 avec le plus grand nombre de voix[réf. nécessaire]. Son premier single, Kalam Kalam est sorti le 4 mars 2013 en sautant au n° 1 des charts égyptiens, et son premier album est sorti en janvier 2014. Carmen Suleiman a suivi avec de nombreux singles à succès[évasif], dont Akhbari et Azama Ala Azama, un trio avec d'autres concurrents d'Idol, Dounia Batma et Youssef Arafat.
Elle a sorti son premier single Kalam Kalam le 4 mars 2013, et a fait la voix de Moana dans le dub[Quoi ?] arabe.

## Vie personnelle
Carmen Suleiman est née dans une famille conservatrice et elle a participé à des programmes de concours de chant tels que Modern Star et Arab Idol, ce qui était jusqu'à présent une étape importante dans sa carrière artistique[pas clair]. Elle a également obtenu un BA[Quoi ?] en communication de masse de l'Institut supérieur international des médias de l'Académie Al Shorouk.

## Carrière artistique
Elle est devenue célèbre[non neutre] depuis sa participation au programme de talents Arab Idol sur MBC 1 ; elle a atteint la phase finale et sa compétition pour le titre contre la Marocaine Donia Batma. La participante égyptienne Carmen Soliman a remporté le titre d'Arab Idol lors de sa première saison, après avoir remporté le plus grand nombre de votes du public. Elle a également remporté un contrat de gestion d'entreprise et de production d'albums, ainsi qu'un contrat pour représenter une société de boissons gazeuses. Elle a remporté le prix de la meilleure voix de moins de seize ans dirigé par le Conseil suprême de la culture[Qui ?] en Égypte[réf. nécessaire].
Carmen Suleiman a sorti son premier album Akhbari à partir des paroles[style à revoir] du poète saoudien Abdul Latif Bin Abdullah Al Sheikh sur le marché en février 2014. L'album comprenait 12 chansons et contenait différentes chansons[pas clair]. Elle a également participé avec l'artiste Donia Batma et l'artiste Yusef Arafat à l'enregistrement de la chanson Azma Ali Azma et a tourné un clip vidéo pour celui-ci produit par Platinum Records.
Kalam Kalam est considérée comme la première chanson de Carmen Suleiman, qu'elle a sortie le 4 mars 2013. Dans son animation[pas clair], elle a été nommée pour le rôle d'Anna du film The Snow Queen et a fini par la donner[Quoi ?] à Shorouk Salah Al Sharif, tandis que Carmen Soliman a interprété le rôle de Moana du film classique de Disney Moana.